# Joachim Dingel
Joachim Dingel (* 7. Februar 1938 in Gotha) ist ein deutscher Altphilologe.

## Leben
Joachim Dingel studierte an der Universität Tübingen, wo er 1965 mit der Dissertation Das Requisit in der griechischen Tragödie promoviert wurde (publiziert 1967). Anschließend arbeitete er in Tübingen als Wissenschaftlicher Assistent mit Lehrauftrag, nach seiner Habilitation (1972) als Privatdozent. 1991 wurde er zum Universitätsprofessor ernannt. 1992 wechselte er an die Universität Hamburg, wo er bis zu seinem Eintritt in den Ruhestand (2003) wirkte.
Zu seinen Forschungsschwerpunkten zählten die römische Dichtung und die Literaturtheorie. Dingel gilt als profilierter Seneca- und Quintilian-Kenner. Er veröffentlichte unter anderem ein Buch mit dem Titel Scholastica materia über Quintilian (1988), einen Kommentar zum 9. Buch von Vergils Aeneis (1997), eine kommentierte zweisprachige Ausgabe der Gedichte Senecas (Heidelberg 2007) und das Buch Die relative Datierung der Tragödien Senecas (2009).

## Schriften (Auswahl)
- Das Requisit in der griechischen Tragödie. Tübingen 1967 (Dissertation)
- Seneca und die Dichtung. Heidelberg 1974 (Habilitationsschrift)
- Scholastica materia. Untersuchungen zu den Declamationes minores und der Institutio oratoria Quintilians. Berlin/New York 1988, ISBN 3-11-011462-3
- Kommentar zum 9. Buch der Aeneis Vergils. Heidelberg 1997, ISBN 3-8253-0622-4
- Senecas Epigramme und andere Gedichte aus der Anthologia Latina. Ausgabe mit Übersetzung und Kommentar. Heidelberg 2007, ISBN 978-3-8253-5343-8
- Die relative Datierung der Tragödien Senecas. Berlin/New York 2009, ISBN 978-3-11-022574-7